# GS (Burg)
GS is een Duits historisch merk van motorfietsen en inbouwmotoren.
De bedrijfsnaam was: Gustav Schulze Motorenbau, Burg.
Gustav Schulze begon al in 1920 lichte motorfietsen te produceren. Hij ontwikkelde daarvoor zelf een 124cc-tweetaktmotor met de bedoeling deze motor ook aan andere bedrijven als inbouwmotor te verkopen. Dat laatste is voor zover bekend niet gelukt, maar Schulze's bedrijfje hield het tamelijk lang vol: pas toen in 1923 honderden kleine Duitse motormerken ontstonden die allemaal dezelfde markt bedienden (lichte, betaalbare motorfietsen) kreeg het merk GS het moeilijk en in 1924 verdween het van de markt.